# Stark Sands
Stark Bunker Sands (Dallas, 30 september 1978) is een Amerikaans acteur. Hij werd in 2007 genomineerd voor een Tony Award voor zijn rol in het toneelstuk Journey's End. In 2002 stond hij voor het eerst voor de camera met een gastrol als Toby, de oogappel van Claire Fischer (Lauren Ambrose) in de televisieserie Six Feet Under. Sands' filmdebuut volgde een jaar later in de komedie Die, Mommie, Die!.
Sands komt uit een familie met drie kinderen. Hij heeft een tweelingbroer en een oudere zus.

## Filmografie
*Exclusief televisiefilms
- My Sassy Girl (2008)
- Day of the Dead (2008)
- Flags of Our Fathers (2006)
- Pretty Persuasion (2005)
- Shall We Dance (2004)
- Catch That Kid (2004)
- Chasing Liberty (2004)
- 11:14 (2003)
- Die, Mommie, Die! (2003)

## Televisieseries
*Exclusief eenmalige gastrollen
- Generation Kill - Lt. Nathaniel Fick (2008, zeven afleveringen)
- Hope & Faith - Henry (2004-2005, drie afleveringen)
- Six Feet Under - Toby (2002, twee afleveringen)

- International Standard Name Identifier: 0000 0000 7702 452X
- Library of Congress Control Number: no2010019238
- MusicBrainz: fdad2a12-5229-4bec-886d-6b896b494752
- Nationale Bibliotheek van Israël: 987007434365605171
- Virtual International Authority File: 107388705
- WorldCat: E39PBJrcg9yjPHKmTDf3WkG4MP